# Hexatoma (Eriocera) virgulativentris
Hexatoma (Eriocera) virgulativentris is een tweevleugelige uit de familie steltmuggen (Limoniidae). De soort komt voor in het Neotropisch gebied.